# Эдуэн, Пьер Эдмон Александр
Пьер Эдмон Александр Эдуэн (фр. Pierre Edmond Alexandre Hédouin; 16 июля 1820, Булонь-сюр-Мер — 12 января 1889, Париж) — французский живописец и график, жанрист и портретист, представитель ориентализма.

## Биография
Сын Пьера Эдуэна (1789—1868) — адвоката и знатока искусств, автора ряда работ по живописи XV и XVIII веков. Учился у Поля Делароша и Селестена Нантёйля.
В основном занимался, подобно Д. Ложе, Ж. Бретону и Ж. Ф. Милле, изображением сцен из сельской жизни с пейзажной обстановкой. Особенно успешно писал сцены из народного быта Испании, природу которой передавал с удивительной верностью.

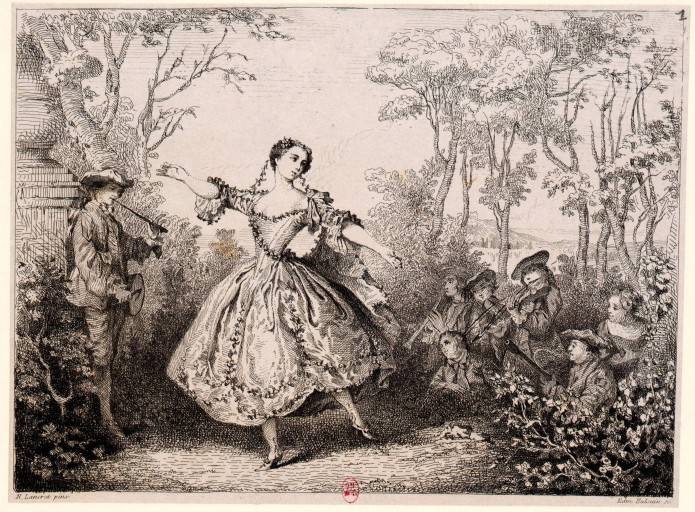
Портрет Мари Анн Камарго, гравюра с картины Никола Ланкре

Лучшие его картины созданы в 1844—1859 годах, к ним относятся:
- «Собирательницы колосьев, застигнутые бурей» (в Люксембургской галерее в Париже),
- «Дровосеки в Пиренеях»,
- «Отдых»,
- «Арабская кофейня»,
- «Воспоминание об Испании»,
- «Вечер у арабов»,
- «Моряк» и др.

В 1860-х годах Эдуэн, кроме многих картин в прежнем роде, создал четыре портрета артистов парижского «Комеди Франсэз» и прекрасный «Вид аллеи Тюильри весной».

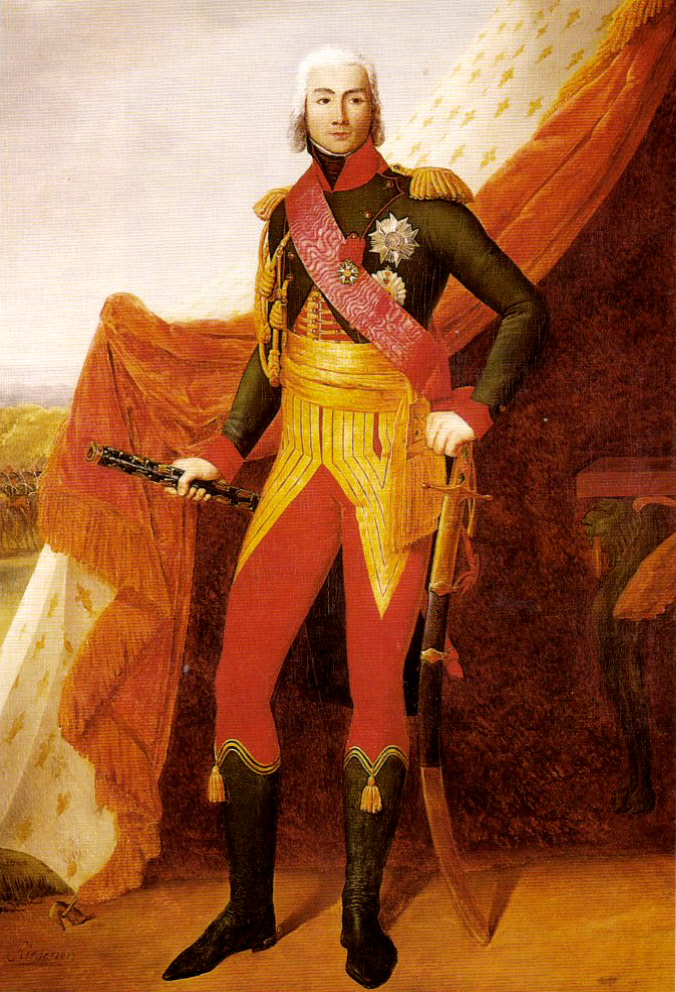
Портрет маршала Жана-Батиста Бессьера, копия с картины Анри-Франсуа Ризенера

Ещё более важное положение среди французских художников Эдуэн приобрел своими офортами, которыми он занялся в начале 1870-х гг. За эти работы в 1872 году он был награждён медалью 1-го класса и орденом Почётного легиона.
Для луврской калькографии им воспроизведены в гравюрах картины «Купанье Дианы» Франсуа Буше и «Отдых на охоте» Шарля Ван Лоо. Когда явилась мода на украшение книг роскошными эстампами, Эдуэн занял первое место среди граверов таких иллюстраций; он управлял изготовлением гравюр на темы из Евангелия по рисункам Александра Бида и сам выгравировал пять таких рисунков; им исполнены деликатные гравюры к «Манон Леско» Прево, к «Сентиментальному путешествию по Франции и Италии» Л. Стерна, к «Исповеди» Ж.-Ж. Руссо и к сочинениям Мольера, которые были выставлены в 1888 в Парижском салоне, и за которые художнику присуждена почетная медаль.
Умер в Париже в 1889 году.